# Gouvernement Sifi II
République algérienne
Sifi I Ouyahia I
Le deuxième gouvernement de  Mokdad Sifi est le gouvernement algérien en fonction du 27 novembre 1995 au 5 janvier 1996
Il s'agit d'un gouvernement identique au précédent, démissionnaire, dont les membres sont reconduits jusqu'à la fin de l'année.

## Composition
| Portefeuille | Ministre                            |
| --- | ----------------------------------- |
| Chef du gouvernement                                                                                                | Mokdad Sifi                         |
| Ministre des Affaires étrangères                                                                                    | Mohamed Salah Dembri                |
| Ministre de l’Intérieur, des Collectivités locales, de l’Environnement et de la Réforme administrative              | Mostefa Benmansour                  |
| Ministre de la Justice                                                                                              | Mohamed Adami                       |
| Ministre des Finances                                                                                               | Ahmed Benbitour                     |
| Ministre de la Restructuration industrielle et de la Participation                                                  | Mourad Benachenhou                  |
| Ministre de l’Industrie et de l’Énergie                                                                             | Amar Makhloufi                      |
| Ministre des Moudjahidine                                                                                           | Said Abadou                         |
| Ministre des Communications                                                                                         | Ahcène Bechiche dit Lamine Bechichi |
| Ministre de l’Éducation nationale                                                                                   | Amar Sakhri                         |
| Ministre de l’Enseignement supérieur et de la Recherche scientifique                                                | Boubekeur Benbouzid                 |
| Ministre de l’Agriculture                                                                                           | Noureddine Bahbouh                  |
| Ministre de l’Équipement et de l’Aménagement du territoire                                                          | Cherif Rahmani                      |
| Ministre de l’Habitat                                                                                               | Mohamed Maghlaoui                   |
| Ministre de la Santé et de la Population                                                                            | Yahia Guidoum                       |
| Ministre de la Formation professionnelle                                                                            | Hacène Laskri                       |
| Ministre de la Culture                                                                                              | Slimane Cheikh                      |
| Ministre des Affaires religieuses                                                                                   | Sassi Lamouri                       |
| Ministre du Travail et de la Protection sociale Chargé de l’intérim du ministre de la Jeunesse et des Sports        | Mohamed Laïchoubi                   |
| Ministre des Postes et Télécommunications                                                                           | Mohand Salah Youyou                 |
| Ministre des Transports                                                                                             | Mohamed Arezki Isli                 |
| Ministre du Commerce                                                                                                | Saci Aziza                          |
| Ministre de la Petite et Moyenne entreprise                                                                         | Réda Hamiani                        |
| Ministre du Tourisme et de l’Artisanat                                                                              | Mohamed Bensalem                    |
| Ministre délégué auprès du ministre des Finances chargé du Budget                                                   | Ali Brahiti                         |
| Ministre délégué au Trésor                                                                                          | Bader-Eddine Nouira                 |
| Ministre délégué auprès du ministre de l’Intérieur chargé des Collectivités locales et de la Réforme administrative | Noureddine Kasdali                  |
| Secrétaire d’État auprès du ministre des Affaires étrangères chargé de la Coopération et des Affaires maghrébines   | Ahmed Attaf                         |
| Secrétaire d’État auprès du chef du gouvernement chargée de la Solidarité nationale et de la Famille                | Aicha Henia Semichi                 |